# عين حلوف (ليساسفة)
عين حلوف هو دُوَّار يقع بجماعة المجاطية أولاد الطالب، إقليم مديونة، جهة الدار البيضاء سطات في المملكة المغربية. ينتمي الدوّار لمشيخة ليساسفة التي تضم 6 دواوير. يقدر عدد سكانه بـ 588 نسمة حسب الإحصاء الرسمي للسكان والسكنى لسنة 2004.

## روابط خارجية
- البوابة الوطنية للجماعات الترابية نسخة محفوظة 12 مارس 2018 على موقع واي باك مشين.
- المندوبية السامية للتخطيط